# Richard Willstätter
Richard Willstätter, född 13 augusti 1872  i Karlsruhe, Baden, död 3 augusti 1942 i Muralto nära Locarno, var en tysk kemist och nobelpristagare.

## Biografi
Willstätter var professor i Zürich, Berlin och München. I sitt arbete studerade han bland annat enzymer, alkaloider, samt klorofyll, antocyaniner och andra växtfärgämnen. Han upptäckte också de kemiska likheterna mellan växtpigmentet klorofyll och blodpigmentet hemoglobin.
År 1905 syntetiserade han prokain, ett lokalbedövningsmedel utan kokainets vanebildande egenskaper. Genom en mycket komplicerad procedur lyckades han 1924 syntetisera kokain.

## Utmärkelser
Willstätter erhöll 1914 guldmedaljen Adolf-von-Baeyer-Denkmünze. Han tilldelades Nobelpriset i kemi 1915 för sin forskning rörande växters pigment och särskilt klorofyll.
Willstätter invaldes 1932 som utländsk ledamot nummer 751 av Kungliga Vetenskapsakademien. År 1932 tilldelades han också den brittiska Davymedaljen och året därpå Willard Gibbs-priset.